# Tennessee State Capitol

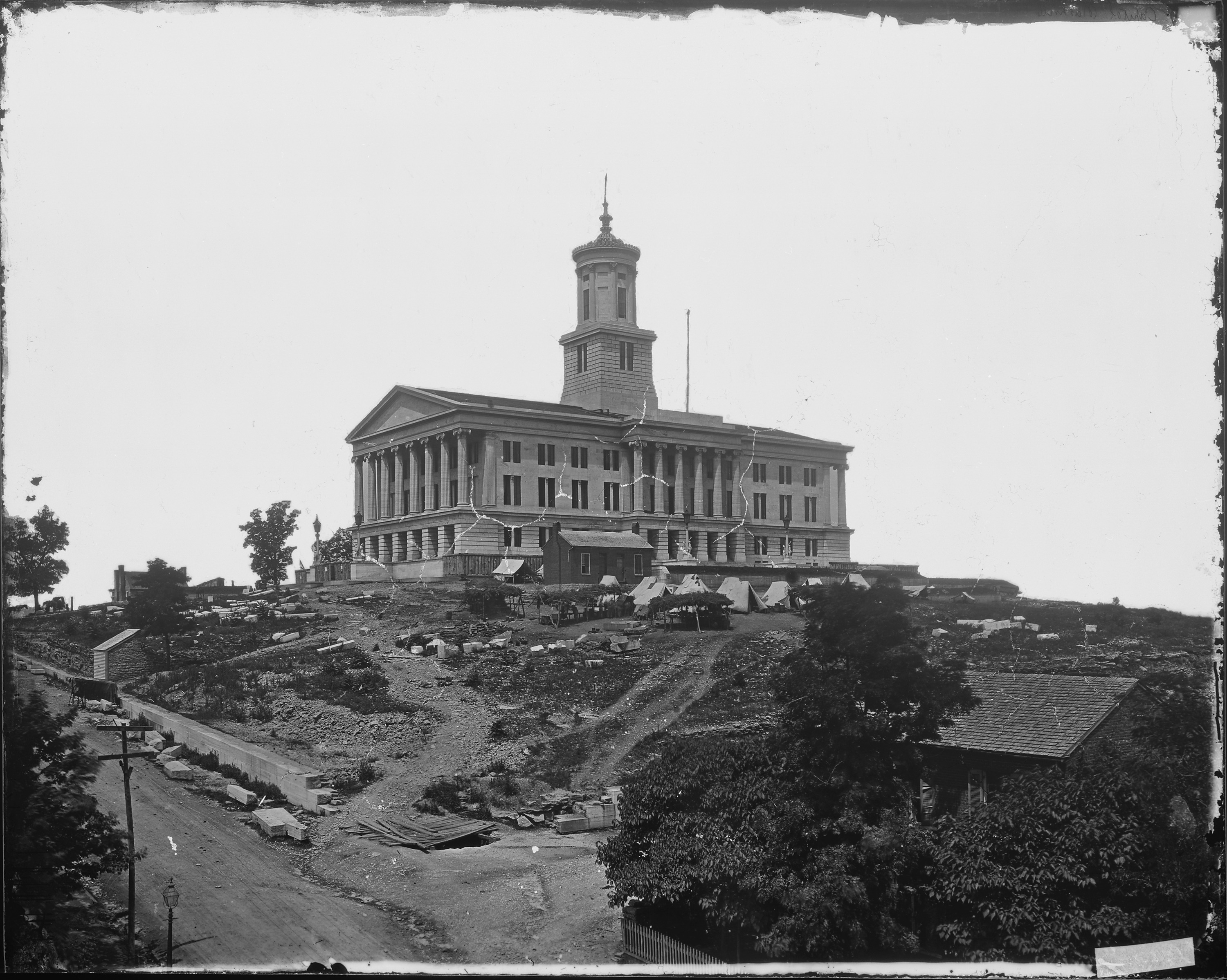
Das Tennessee State Capitol während des Bürgerkrieges

Das Tennessee State Capitol ist Sitz der Regierung sowie Sitz des Gouverneurs des Bundesstaates Tennessee. Es befindet sich in dessen Hauptstadt Nashville. Es wurde 1971 in die Liste der National Historic Landmarks aufgenommen und ist eines von lediglich zehn State Capitols ohne Kuppel.

## Gebäude
Das Tennessee State Capitol wurde vom berühmten Architekten William Strickland entworfen und gilt als ein herausragendes Beispiel des Greek Revival-Stils: das Hauptgebäude gleicht einem ionischen Tempel. Auf dem Dachfirst befindet sich auf einem Sockel eine Kopie des Lysikratesmonuments.
Ebenso herausragend ist seine Bauweise. Strickland verwendete einen für damalige Zeit ungewöhnlich hohen Anteil an Stein. Das Innere und das Äußere bestehen aus regionalem Kalkstein. Einige Säulen im Inneren wurden in einem Stück geschaffen, sodass große Kräne für deren Installation zum Einsatz kamen. Als besonders innovativ galt die Dachkonstruktion. Sie ist ein frühes Beispiel für den Einsatz von Stahlträgern, anstelle von Holz. Das Gebäude ist dadurch insgesamt stabiler und weniger anfällig gegenüber Feuer. Die American Society of Civil Engineers ernannte das Tennessee State Capitol zu einem Meilenstein der Ingenieursbaukunst.
Die Bauzeit betrug insgesamt 14 Jahre. Strickland verstarb fünf Jahre vor Fertigstellung des Gebäudes und sein Sohn F.W.Strickland übernahm die weitere Bauleitung. Er sowie Samuel Dold Morgan (1798–1880), Vorsitzender der Baukommission des Tennessee State Capitol, wurden in den Mauern des Gebäudes beigesetzt.

## Umgebung

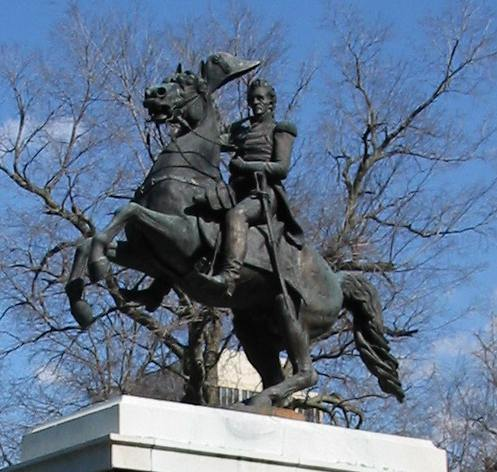
Reiterdenkmal für Präsident A. Jackson

Das Tennessee State Capitol steht auf einem Plateau, dem Capitol Hill. In der umgebenden Grünanlage befinden sich mehrere Denkmäler für bedeutende Bürger des Staates Tennessee: Das Grab des Präsidenten James K. Polk und seiner Frau Sarah Polk sowie Denkmäler u. a. für die zwei im Bundesstaat Tennessee ansässigen US-Präsidenten Andrew Jackson und Andrew Johnson, für den ebenfalls aus Tennessee stammenden Weltkriegsveteranen Alvin C. York und den Politiker und Senator Edward W. Carmack. Außerdem befinden sich ein Denkmal für die Opfer des Sklavenhandels und des Holocausts.